# Jvari
Jvari este un oraș în Georgia, în care se află Barajul Enguri, care acoperă 46% din consumul de energie din Georgia.